# شینجی سوزوکی
شینجی سوزوکی (ژاپنی: 鈴木 真司؛ زادهٔ ۲۹ اوت ۱۹۸۶) یک بازیکن فوتبال اهل ژاپن است.
از باشگاه‌هایی که در آن بازی کرده‌است می‌توان به باشگاه فوتبال شیمیزو اس-پالس و باشگاه فوتبال رواسو کوماموتو اشاره کرد.